# Мунбин
Мун Бин (кореј. 문빈; Чонгџу, 26. јануар 1998 — Сеул, 19. април 2023), познат као Мунбин (кореј. 문빈), био је јужнокорејски певач, глумац, плесач и манекен. Бивши је члан дечачке групе Astro и њене подгрупе Moonbin & Sanha.

## Биографија
Рођен је 26. јануара 1998. године у Чонгџуу. Има млађу сестру која је чланица јужнокорејске девојачке групе Billlie. Пронађен је мртав у својој кући у Гангнам округу у Сеулу увече 19. априла 2023. године, када је имао 25 година. Пронашао га је његов менаџер након што није дошао на пробе. Yonhap News Agency је поделио изјаву коју је објавила полиција Сеула: „Изгледа да је одузео себи живот. Тренутно разговарамо о могућности аутопсије како би се утврдио тачан узрок смрти.” Полиција је 20. априла рекла за CNN да „нису пронађени знаци криминалних радњи у вези са овим случајем.” Према званичној изјави коју је Fantagio објавио 21. априла, Мунбин је требало да буде сахрањен 22. априла 2023. године. Погребна поворка и место сахране остали су приватни на захтев његове породице.